# Paola Lázaro
Paola Lázaro Muñoz (San Juan, Puerto Rico, 24 de octubre de 1994) es una actriz de televisión y escritora de origen puertorriqueño. Es conocida por interpretar a Luisa "The Gute" Gutiérrez en Lethal Weapon y a Juanita "Princesa" Sánchez en la serie de AMC, The Walking Dead.

## Educación, apoyo y primeros años
Lázaro nació y creció en San Juan, Puerto Rico. A temprana edad en el 2009; dejó su país natal para comenzar sus estudios en la Universidad Estatal de Nueva York, donde obtuvo su licenciatura en bellas artes en escritura dramática y luego obtuvo su Maestría en Bellas Artes de la Universidad de Columbia en el año 2013. Al final de su último año en Columbia, fue guiada por el dramaturgo Stephen Adly Guirgis en el transcurso de la producción de su obra de tesis. A lo largo de los años, ambos se han vuelto cercanos, y a menudo Guirgis considera que es un "espíritu afín", refiriéndose a Lázaro como su mejor amiga. Su apoyo la ha influido mucho tanto en su escritura como en su carrera.
Después de su producción de tesis junto a Guirgis, Lázaro también participó en el Grupo de Jóvenes Escritores Emergentes en el Teatro Público del Festival de Shakespeare de Nueva York, donde trabajó en el programa de la compañía de teatro; LAByrinth y recibió un premio de la beca Arts Entertainment de la Fundación Nacional Hispana Artística. Y después de obtener su M.F.A., se le pidió a Lázaro que se uniera a la Compañía de teatro atlántico en la ciudad de Nueva York, como dramaturga en residencia para los años 2016 y 2017. Este programa selectivo de dramaturgo en residencia fue creado por la Fundación Tow y proporciona fondos a las compañías de teatro de la ciudad de Nueva York para apoyar la producción de un nuevo trabajo de un dramaturgo y se centró en la nueva obra de Lázaro titulado Tell Hector I miss him.

## Carrera

### Tell Hector I miss him
Tell Hector I Miss Him (traducido como Dile a Hector que lo extraño) de Paola Lázaro dramatiza un elenco de personajes en el Viejo San Juan, Puerto Rico, lidiando con el amor, la adicción y el miedo. La producción de la compañía teatral atlántica dirigida por el latino David Mendizabal, abrió el 11 de enero y estaba programada para cerrar el 23 de enero; la carrera se extendió debido a la demanda popular. Descrito como "Nuestro pueblo con salsa y cocaína". La obra de Lázaro, con sus personajes excéntricos y humor negro, lleva al público en un viaje a través de una serie de relaciones en un San Juan poscolonial. Aunque Lázaro creció en un vecindario muy diferente de sus personajes; ella dice que el trabajo tiene mucho de ella y es paralela a sus propias experiencias pasadas acerca del amor.

### Enfoque Latino
Lázaro además se dedica a relacionarse con los latinos en todas partes a través de su dramaturgia, también tiene antecedentes como actriz. Bajo la dirección de Lisa Peterson, Lázaro actuó en la reciente producción del Teatro Cherry Lane de To the Bone, de Lisa Ramirez, una obra basada en entrevistas que Ramírez realizó con trabajadoras avícolas inmigrantes latinas. Lázaro interpretó a Lupe, hija de Olga (interpretada por Ramírez), una estudiante de patinaje de ciencias políticas y derecho. Su trabajo en esta producción se describe como interpretado con "urgencia vivaz", y le valió una nominación al Drama Desk Award por Mejor actriz destacada en una obra de teatro. En 2017 estaba actuando en una película, interpretando a una prostituta en un próximo drama llamado Pimp y una agente encubierta en la película Scenes from the Underground.
Lázaro cree firmemente que los latinos deben "escribir nuestras propias historias y crear trabajo para nosotros mismos".

## Filmografía
| Año       | Título                      | Papel                      | Notas                                             |
| --------- | --------------------------- | -------------------------- | ------------------------------------------------- |
| 2015      | So, Then Tell Me            | Sue                        | Acreditada como Paola Lázaro-Muñoz                |
| 2016      | So, Then Tell Me            | Sue                        | Miniserie                                         |
| 2016      | A Northern Star             | Hermana de Mateo           | Cortometráje y acreditada como Paola Lázaro-Munoz |
| 2016      | Scenes from the Underground | Oficial Lee                |                                                   |
| 2018      | Dichos                      |                            | Miniserie                                         |
| 2018      | Pimp                        | Louisa                     |                                                   |
| 2018-2019 | Lethal Weapon               | Gutierrez                  | 7 episodios                                       |
| 2019      | SMILF                       | Itsy                       | 2 episodios                                       |
| 2019      | Wu-Tang: An American Saga   | Tonya Mendez               | 1 episodio                                        |
| 2020      | Black Bear                  | Cahya                      |                                                   |
| 2020-2022 | The Walking Dead            | Juanita "Princesa" Sánchez | 14 episodios                                      |